# Oddmuse

Oddmuse-loggan

Oddmuse är en wikiprogramvara som är en vidareutveckling av UseMod, gjord av Alex Schröder. Oddmuse är ett Perl-program och använder General Public License.
Grundskripten av Oddmuse är relativt liten, kortare än 4 000 rader. En användare kan installera moduler till wiki för att skaffa mera funktioner.